# Кобаяси, Сумио
Сумио Кобаяси (яп. 小林純生, родился 29 декабря 1982 года в Миэ) — японский композитор современной классической музыки. В возрасте трёх лет начал обучение сольфеджио и игре на фортепиано. Окончил Университет Хитоцубаси в Токио, учился у Дзёдзи Юасы и Хироюки Ито. Неоднократно был призёром международных конкурсов в области музыки.
Принимал участие в Международном музыкальном фестивале Такэфу в Японии в качестве приглашённого композитора (2010, 2013, 2014), Фестивале современной музыки Icon Arts в Румынии (2013), Международном музыкальном фестивале Тхонъён в Корее (2015).
Помимо композиторской деятельности, занимается исследованиями в области лингвистики. Поступил в Кентский университет в Великобритании. По состоянию на конец 2016 года является аспирантом данного университета. Получил научно-исследовательский грант для работы над темой «Влияние родного языка и музыкального опыта на ритм восприятия» (2016—2017). Помимо родного японского языка, свободно владеет английским и французским, изучает русский.

## Награды
- 2007 TIAA, Япония. Победитель конкурса композиторов[1]
- 2009 Победитель музыкального конкурса Японии[2]
- 2011 Международный конкурс ICOMS в Италии. Второе место[3].
- 2011 Международный конкурс композиторов Isang Yun в Корее. Особая награда[4]
- 2012 Международный конкурс Mullord Award в Великобритании. Приз Mullord за поэму[5].
- 2012 4-й международный конкурс Synthermia в Греции. Победитель конкурса[6].
- 2013 Конкурс композиторов имени Тору Такэмицу в Японии. Второе место[7]
- 2015 Международный конкурс композиторов Пабло Каса во Франции. Второе место[8]
- 2015 Международный конкурс Sun River Prize в Китае. Поощрительная премия
- 2016 17-й международный конкурс композиторов Weimarer Frühjahrstage в Германии. Третье место[9]
- 2016 Международный конкурс BMIMF в Корее. Первое место
- 2016 Международный конкурс композиторов в Вроцлаве. Первое место[10]

## Работы
- A Silver Note of Perfumed Moon
- Sounds from the Forests are
- Music by Krasnale
- Nostalghia
- Unreal Rain

## Официальный сайт
http://sumiokobayashi.com Архивная копия от 18 мая 2017 на Wayback Machine